# Tiporus georginae
Tiporus georginae là một loài bọ cánh cứng trong họ Bọ nước. Loài này được Watts miêu tả khoa học năm 2000.